# 冬由
冬由（ふゆ、1996年7月28日 - ）は、日本の女優。旧芸名は美来 美月（みらい みつき）。アイエス・フィールド所属。神奈川県鎌倉市出身。

## 来歴
2019年3月、明治大学経営学部在学中にスカウトを受け、芸能活動を開始。同年11月に出演した『幸せ!ボンビーガール』（日本テレビ）では、新大久保にあるシェアハウスで暮らす女優の卵として特集される。
同年12月、Omoinoteke『Blanco』のミュージックビデオにて主演に抜擢され、その後もテレビや映画、ラジオなどで活動。
2023年8月、美来美月から冬由へ改名したことを公表した。
2024年12月、地元である鎌倉市の大船警察署にて、一日署長の委嘱を受けた。

## 人物
神奈川県立鎌倉高等学校、明治大学経営学部卒業。
音楽に詳しく、幼い頃から数々のライブハウスや音楽フェスに足を運んでいる。ライブハウスでアルバイトをしていた経験もあり、『幸せ!ボンビーガール』に出演した際にはその様子にも密着されていた。特に好きなアーティストはエレファントカシマシと、andymoriの小山田壮平。
特技はダンスと卓球。
趣味はバックパックのひとり旅、シェアハウス暮らし、手話の勉強、テニス、ピアノ、ギター、カメラ。
大学在学中、音楽と本からの影響を受け、アメリカへ留学。1年間アメリカ各地を旅して回った。

## 出演

### テレビドラマ
- カラフラブル〜ジェンダーレス男子に愛されています。〜（2021年4月1日 - 6月4日、読売テレビ） - 女子高生 役
- ペンディングトレイン (2023年4月21日 - 6月23日、TBS) - レギュラー・美原優希 役
- はれのひシンデレラ(2024年3月24日　読売テレビ) - 桂由美の後輩役

### バラエティ番組
- 幸せ!ボンビーガール（日本テレビ）
- ジョブチューン（TBS） - 職業モデル
- 痛快TV スカッとジャパン（フジテレビ） - 「胸キュンスカッと」クラスメイト 役
- 教えてもらう前と後（毎日放送） - 再現VTR
- この恋イタすぎました（日本テレビ） - トモコ 役

### 映画
- ザ・ファブル2 - 風俗嬢 役
- 少女は卒業しない - 渡邊郁美 役
- シンデレラガール　-モデル役
- みーんな、宇宙人。-ピーチ役[4]
- 還ら去る君へ　-寺内紗英役

### ミュージックビデオ
- Omoinotake「Blanco」 - 主演
- TOOBOE「咆哮」- 主演
- 澤田空海理「已己巳己」 - 主演

### ラジオ
- かまくらFM
- 調布FM
- コマラジ

### CM
- KEY COFFEE ウェブCM - 主演/ナレーション
- 配信アプリPococha - 渋谷5箇所の大型ビジョンにて放映

### モデル
- 船橋競馬場
- VISION STREET WEAR
- HOT PEPPER

### 舞台
- オサエロ（2021年7月21日 - 26日） - ヒロイン・沢口夏子 役
- 住友生命健康財団ファミリーコンサート - 主演・桃太郎 役
- ジェントルブラックサンタクロース（2021年12月25日） - ユアン 役
- 彼女にあったらよろしくと(2024年4月11日-4月14日) -幸田紀子役

### VP
- IBM インナー映像 - 主演
- かんぽ生命 インナー映像 - 主演

### その他
- 美来美月×福島裕二写真展 -つなぐ-（2021年11月3日 - 14日）
- 神奈川県大船警察署にて、一日署長を務める。(2024年12月11日)